# Fredrik IV:s lantmilis

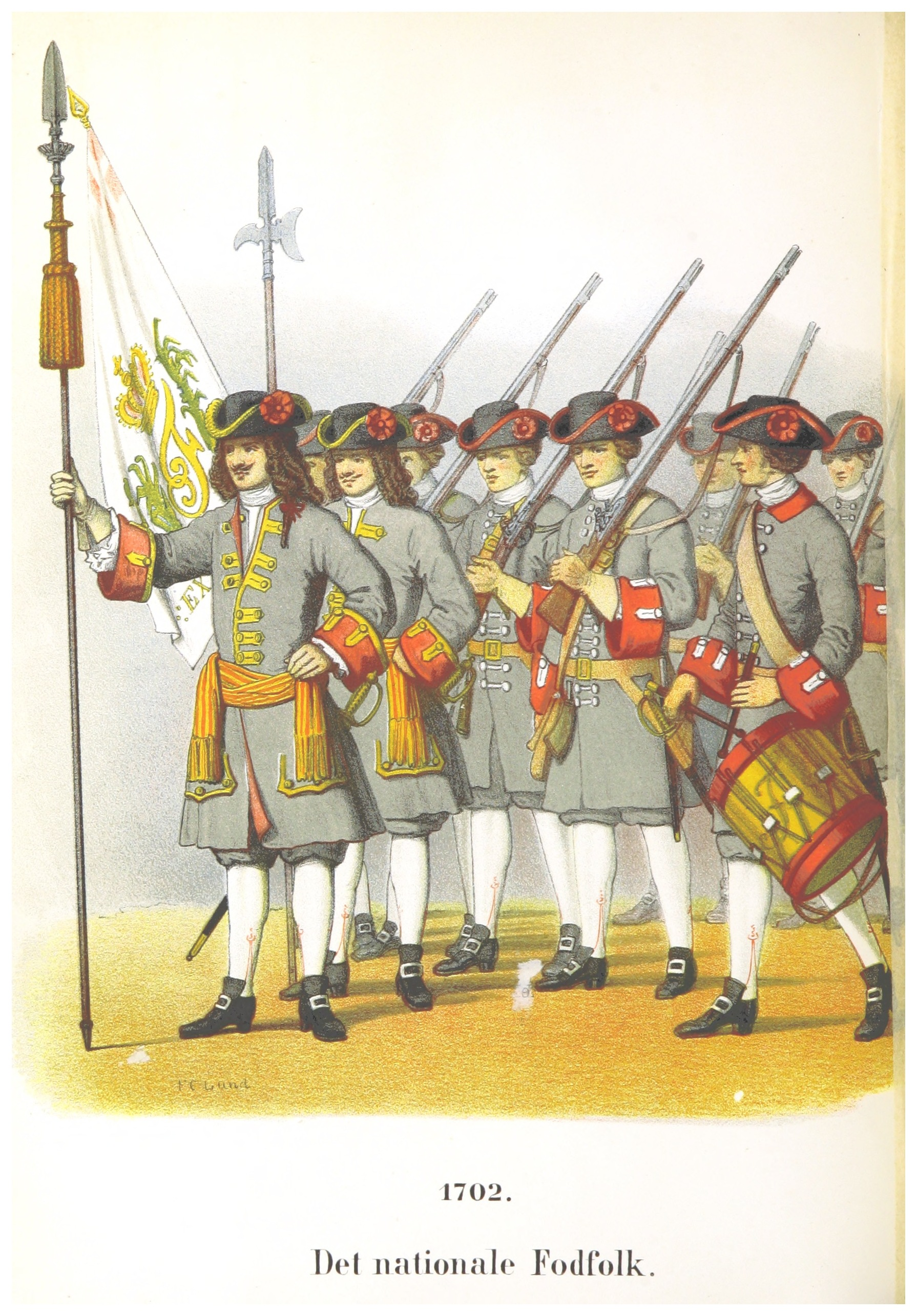
Danska infanteriuniformer 1702 (ur Den Danske Hærs Historie til Nutiden og den Norske Hærs Historie indtil 1814 av Otto Frederik von Vaupell).

Fredrik IV:s lantmilis, på danska Frederik 4.s landmilits eller endast landmilitsen, var en dansk lantvärnsstyrka bestående av värnpliktiga bondkarlar upprättad år 1701 av Fredrik IV.

## Historia
Bakgrunden till lantmilisens bildande var det Stora nordiska krigets utbrott och den svenska landstigningen vid Humlebæk år 1700. Den lätthet med vilken de svenska trupperna kunde landstiga på dansk mark avslöjade allvarliga brister inom den danska militären. Den danska armén bestod vid denna tid till stor del av värvade regementen, ofta bestående av utländska, till övervägande del tyska, soldater och meningen med lantmilisen var att stärka upp den reguljära armén med utskrivna soldater. Dessa var både avsevärt billigare än värvade soldater, samt skulle säkra en större grad av lojalitet, då dessa var uteslutande danska soldater.
Den 22 februari 1701 utfärdade Fredrik IV därför en order om upprättandet av en lantmilis. Förordningen angav att varje godsägare skulle åläggas att uppsätta en soldat för varje 20 tunnor hartkorn. Endast ungkarlar och torpare skulle skrivas ut. Undantagna var huvud- och sätesgårdarna, skogarna, tiondena, kvarnarna och prästgårdarna. Tjänstgöringstiden uppgick till sex år, varefter den utskrivna skulle vara fri från vidare tjänstgöring såtillvida att denne själv inte lät sig skrivas ut på nytt. Soldaterna skulle varje söndag efter gudstjänsten samlas utanför kyrkan för två timmars exercis. Fyra gånger om året hölls kompaniövningar och en gång om året hölls en större regementsövning. Uteblev soldaterna från exercisen bestraffades de med skampålen eller trähästen i antal timmar efter hur många gånger de uteblivit. Desertering bestraffades första gången genom att tjänstetiden förlängdes tre år, andra genom att soldaten tvingas löpa gatlopp tre gånger, och tredje gången genom hängning eller slaveri på livstid. Trupperna underställdes oftast tyska värvade officerare. Soldaternas vapen låstes in i kyrkans vapenhus för att inte missbrukas för jakt. Sju lantmilisregementen och två lantdragonregementen ställdes upp. Totalt uppgick lantmilisen vid sitt uppsättande till runt 15 000 man och kom till stor användning under resterande del av Stora nordiska kriget.
Utskrivningarna blev väldigt avskydda av befolkningen. Delvis på grund av att de värnpliktiga soldaterna ålades inskränkningar i sin flyttningsfrihet (de skulle ha pass och skriftligt vitsord efter laglig uppsägning), men det största bidraget till missnöjdheten var att det var godsägarna som bestämde vem som skulle utskrivas, något som ledde till fall av missbruk. I vissa fall har detta setts som en föregångare till stavnsbåndet då godsägaren kunde använda sin utskrivningsrätt till att hålla unga bondkarlar bundna till godset, samt använda det som bestraffning mot uppstudsiga bönder. Missnöjet ledde till att Kristian VI efter sitt trontillträde 1730 avskaffade lantmilisen. Redan tre år senare återupprättade han dock den igen, men istället krävdes det då 60 tunnor hartkorn för varje soldat. Dessutom gjordes söndagsexerciserna och regementsövningarna mer lämpliga. Denna lantmilis uppgick till ungefär 5 000 man, men utökades genom en förordning 1742 till runt 7 500 man. Trupperna kom bland annat till användning under den dansk-svenska krisen 1742–1743.
Lantmilisen upplöstes 1764 och istället skrevs soldaterna ut till tjänst i de stående regementena. Efter stavnsbåndets upphävande 1788 skrevs soldaterna istället ut genom allmän värnplikt.

## Lantmilisregementen vid uppsättandet 1701
Infanteriregementen
- Østsjællandske landmilitsregiment
- Vestsjællandske landmilitsregiment
- Fynske landmilitsregiment
- Aarhusske landmilitsregiment
- Riberske landmilitsregiment
- Viborgske landmilitsregiment

Dragonregementen
- Sjællandske nationale Dragonregiment
- Jydske nationale Dragonregiment